# 三角帆蚌
三角帆蚌（学名：Hyriopsis cumingii）为蚌科帆蚌属的动物，俗名翼蚌、水蚌、三角蚌、江贝、劈蚌，在越南叫作蝶蚌。
常栖息于大中型湖泊以及河流内。
本物種無論作為食品、醫藥或工業方面，都是一個珍貴的物種：
- 本物種的肉可食用；
- 本物種是一種產珠的蚌，但其珍珠個體小，被評為入門級[8]。
- 其外殼有着漂亮的珠母層，在越南會被加工成為鈕扣。
- 本物種的殼可入藥，是作為珍珠母的三個物種之一[9]；
- 其所產的珍珠也可研磨成為珍珠末；

## 形態特徵
長約25 cm，外表褐黑色，裡面白色，珠母層呈粉紅色。頂蓋殼面生長輪呈同心環狀排列。

## 分佈
本物種中国的特有物种，但亦有在越南的中部地區和北部三角洲海域生活。根據IUCN的紅色名錄，本物種在中國大陸分佈於河北、山东、安徽、江苏、浙江、江西、湖北、湖南各省，以及洞庭湖、鄱阳湖、太湖、洪泽湖、邵伯湖、高宝湖等湖泊裡；而在越南則主要分布於南部的芽莊及海防附近的海域。
在數量方面，儘管IUCN無論在中國或越南的數目都因為環境受破壞而下降中，但也有研究認為本物種的遗传多样性较稳定，所以會滅絕的機會較低。所以現時IUCN仍然維持本物種的瀕危類別為LC。

## 外部連結
- 維基物種上的相關：三角帆蚌